# FBI: International
FBI: International je američka kriminalistička televizijska serija koju su stvorili Dick Wolf i Derek Haas. To je druga spinoff serija u FBI televizijskom serijalu, prikazuje se na CBS-u od 21. rujna 2021. U Hrvatskoj se prikazuje na Fox Crimeu. od 5. rujna 2022. U travnju 2024. serija je obnovljena za četvrtu sezonu koja premijerno počinje sa prikazivanjem 15. listopada 2024.
U ožujku 2025. serija je otkazana nakon četiri sezona.

## Radnja
Serija prati elitne agente FBI-jevog Međunarodnog letećeg tima Fly Team sa sjedištem u Budimpešti, čija je zadaća locirati i neutralizirati prijetnje Amerikancima, gdje god se nalazili.

## Pregled serije
| Sezona | Sezona | Epizoda | Prikazivanje u SAD-u | Prikazivanje u SAD-u | Hrvatsko prikazivanje | Hrvatsko prikazivanje |
| Sezona | Sezona | Epizoda | Premijera            | Finale               | Premijera             | Finale                |
| ------ | ------ | ------- | -------------------- | -------------------- | --------------------- | --------------------- |
|        | 1.     | 21      | 21. rujna 2021.      | 24. svibnja 2022.    | 5. rujna 2022.        | 23. siječnja 2023.    |
|        | 2.     | 22      | 20. rujna 2022.      | 23. svibnja 2023.    | 10. listopada 2023.   | 8. studenoga 2023.    |
|        | 3.     | 13      | 13. veljače 2024.    | 21. svibnja 2024.    | 30. listopada 2024.   | 28. studenoga 2024.   |
|        | 4.     | 22      | 15. listopada 2024.  | 20. svibnja 2025.    | 23. srpnja 2025.      | 26. kolovoza 2025.    |

## Glumačka postava
| Scott Forrester       | Luke Kleintank   | Glavna | Glavna | Glavna |        |
| Jamie Kellett         | Heida Reed       | Glavna | Glavna | Glavna | Glavna |
| Andre Raines          | Carter Redwood   | Glavna | Glavna | Glavna | Glavna |
| Cameron Vo            | Vinessa Vidotto  | Glavna | Glavna | Glavna | Glavna |
| Tank                  | pas Green        | Glavna | Glavna | Glavna | Glavna |
| Katrin Jaeger         | Christiane Paul  | Glavna | Gost   |        |        |
| Megan Garretson       | Eva-Jane Willis  |        | Glavna | Glavna | Glavna |
| Amanda Tate           | Christina Wolfe  |        |        | Glavna | Glavna |
| Wesley "Wes" Mitchell | Jesse Lee Soffer |        |        |        | Glavna |

### Glavni likovi
- Luke Kleintank kao Scott Forrester
- Heida Reed kao Jamie Kellett
- Carter Redwood kao Andre Raines
- Vinessa Vidotto kao Cameron Vo
- Christiane Paul kao Katrin Jaeger
- Green kao Tank (pas)
- Eva-Jane Willis kao Megan "Smitty" Garretson
- Christina Wolfe kao Amanda Tate
- Jesse Lee Soffer kao Wesley "Wes" Mitchell

## Produkcija
Dana 18. veljače 2021. objavljeno je da je u razvoju drugi spin-off televizijske serije FBI i da će se zvati FBI: International. Derek Haas najavljen je kao showrunner serije. CBS je 24. ožujka 2021. naručio seriju za televizijsku sezonu 2021./22. Također je najavljeno da će serija debitirati u crossover epizodi FBI-a i FBI: Najtraženiji, uz dodatak Ricka Eida kao izvršnog producenta. Serija je premijerno prikazana 21. rujna 2021.
CBS je u svibnju 2022. obnovio seriju za drugu koja se prikazivala od rujna 2022. i treću sezonu, koja se prikazivala od veljače 2024.

## Vanjske poveznice
- Službena stranica na wolfentertainment.com
- Službena stranica na cbs.com
- Službena stranica na starchannel-hr.com
- FBI: International u internetskoj bazi filmova IMDb-a